# Кишені (геральдика)
У геральдиці кишені (також відомі як дугоподібні бічники) є одними із варіантів поділу щита, що складається з двох дуг в полі від сторін щита. Розміщення кишень ніколи не вживається поодинці.
На гербі Халберта Пола Ліндаля Сільвера [Архівовано 31 Травня 2012 у Wayback Machine.] та Джилліан Патрісії Біртвістл видно однозначні фасони [Архівовано 31 Травня 2012 у Wayback Machine.]. Вони можуть бути з різних тинктур, як у гербі Вільного державного сільськогосподарського союзу жінок (Південно-Африканська Республіка), де вони помаранчеві та блакитні.
Кишені можуть торкатися один одного, як у гербі Бредлі Хука.
Як і будь-яка звичайна фігура вини вони можуть
- бути вживані в інших фігурах, як, наприклад, в англійських гербах районної ради Харлоу та Лісової районної ради Діна
- мають тинктури, крім простих, як в англійському гербі міської округи Хойлейка [Архівовано 29 Липня 2010 у Wayback Machine.] та канадійському поліцейському службі Центрального Сааніча (Британська Колумбія) [Архівовано 31 Травня 2012 у Wayback Machine.] .
- мають орнаментовані краї, як у валлійському гербі Местської міської ради [Архівовано 11 Вересня 2010 у Wayback Machine.].

Дуже рідкісна варіація - це квадратні фланчі, як у гербі Шейли-Марі Сюзанні Кук [Архівовано 31 Травня 2012 у Wayback Machine.] та герб американського катера "Берегова охорона" Секвоя [Архівовано 3 Червня 2012 у Wayback Machine.]. Глосарій Паркера, св Flaunches [Архівовано 3 Червня 2021 у Wayback Machine.], посилається на дві подібні півкулі для Мосилтона з квадратними кишенями.

## Зменшення
Незважаючи на те, що зменшення з кишенями існують тільки дуже рідко в сучасній геральдиці, на практиці вони не можуть бути відокремлені від кишень. Приклад трапляється в гербі Лідделл-Грейнджер з Ейтона (друга чверть для Лідделла).

## Як знецінення
Деякі письменники ранньої геральдики кажуть, що позашлюбний син шляхтанки повинен носити на руках "шинель"; тобто на (великих) кишенях навколо порожнього центру.

## Приклади

Червоні кишені в золотому полі
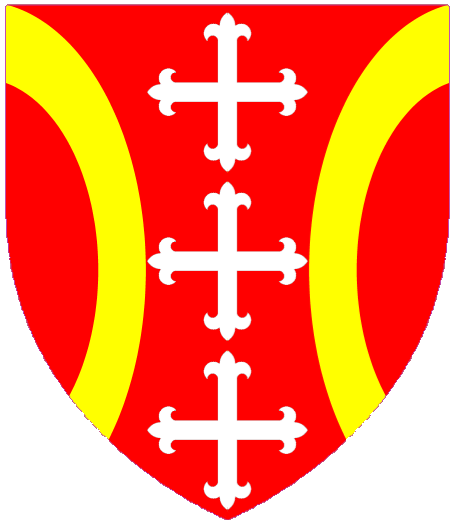
Червоні кишені поверх золотих у червоному полі
Сонцеподібні кишені
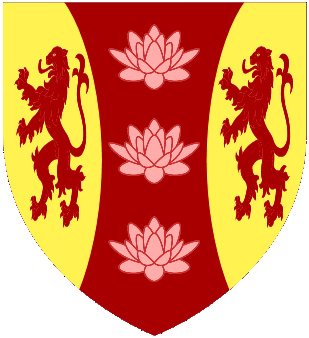
Кишені, обтяжені левами